# 전속부관
전속부관(專屬副官, 프랑스어: aide de camp, 영어: helper in the military camp, aide-de-camp)은 장군이나 제독 등 장성급 장교, 혹은 국가원수 및 왕족의 개인참모로서, 평상시 또는 일상에서 상관의 경호원, 심복 또는 비서 역할을 하는 장교이다.
의례적인 행사에는 전속부관이 참여할 수 있는데, 보통 군복의 어깨에 착용하는 금실이나 다른 색깔의 땋은 끈인 식서(견식, aiguillette)로 전속부관임을 표시한다. 그것이 왼쪽 어깨에 착용되는지 오른쪽 어깨에 착용되는지는 의전에 의해 결정된다.
전속부관은 원칙적으로 자신이 보좌하는 장성과 임관구분이 동일하도록 되어 있다. 일례로 장성급 장교가 육사 출신일 경우 전속부관 역시 동일하게 육사 출신 장교가 임명되며 장성급 장교가 학사 출신일 경우에도 마찬가지로 전속부관 역시 동일하게 학사 출신 장교가 임명된다. 이는 전속부관이 자신의 지휘관을 쉽게 보좌하기 위해서이다.

## 같이 보기
- 주재관(attaché): 외교가에서 비슷한 역할을 한다.